# 印度曙鳳蝶
印度曙鳳蝶（学名：Atrophaneura pandiyana）是印度特有的一種鳳蝶。牠們有點像紅珠鳳蝶，但後翅上有很大的白色部份。

## 特徵
印度曙鳳蝶的前翅的白色較多，尤其是在近尖部位置，而且有更多的黑色鱗片。在中脈之間的黑間較長，小脈間有白線斑紋。後翅有白點，雄蝶前面的白點非常大，而雌蝶的較為細小或分開為兩點。

## 分佈及棲息地
印度曙鳳蝶分佈在印度南部。在尼爾吉里斯西部及西高止山脈，牠們取代了大部份其他蝴蝶。牠們棲息在介乎海拔300-910米的潮濕森林。

## 習性
印度曙鳳蝶飛行時像紅珠鳳蝶。在早上，牠們會低飛及在花朵中覓食。下午則會飛得較高，很難捕捉。

## 生命周期
印度曙鳳蝶每年只會產一次卵，一般是於9月或10月。

## 保育狀況
印度曙鳳蝶並不普遍，但非受到威脅。在西高止山脈則局部性普遍。
其被列為《瀕危野生動植物種國際貿易公約》附錄二的物種，被限制出口及貿易。

## 外部連結
- Chin's Butterfly Gallery